# Gregory Ain
Gregory Ain (* 28. März 1908 in Pittsburgh; † 9. Januar 1988 in Los Angeles) war ein US-amerikanischer Architekt. Er war vor allem durch Rudolph Schindler und Richard Neutra beeinflusst.

## Leben
Gregory Ain verbrachte seine Jugend vorwiegend im Stadtteil Lincoln Heights in Los Angeles. Seine Eltern zogen mit ihm nur kurzzeitig in das sozial-utopische Projekt Llano del Rio im Antilope Valley. Als Teenager wurde er durch die Arbeit Rudolph Schindlers inspiriert Architektur zu studieren. Er studierte 1927 bis 1928 an der University of Southern California (USC). Das Studium brach er jedoch ab, da er mit dem dortigen Studiengang unzufrieden war.
1930 bis 1935 arbeitete Ain für Richard Neutra. Anschließend begann er Häuser für Angehörige der Arbeiterklasse mit flexiblen Grundrissen und offenen Küchen zu bauen. 1940 konnte er eine Guggenheim-Fellowship erlangen, um den Bau vorgefertigter Häuser zu studieren.
Während des II. Weltkrieges war er als leitender Ingenieur für das Büro von Charles and Ray Eames tätig. Nach dem Krieg ging er eine Partnerschaft mit den Architekten
Joseph Johnson und Alfred Day sowie dem Landschaftsgärtner Garrett Eckbo ein. Zweck der Partnerschaft war die Errichtung großer Wohnprojekte. Gleichzeitig begann er Architektur an der USC zu unterrichten. Einer seiner Studenten war Frank Gehry.
Nach dem Ende seiner Partnerschaft mit Johnson, Day und Eckbo schloss er sich mit dem schwarzen Architekten James Garrott zusammen und eröffnete ein Büro in Silver Lake. 1950 wurde Ain mit der Errichtung eines Gebäudes des Museum of Modern Art beauftragt.
Gregory Ain geriet als mutmaßlicher Kommunist in das Visier des FBI während der McCarthy-Ära. J. Edgar Hoover hielt ihn für den gefährlichsten Architekten Amerikas. Er verlor in der Folge zahlreiche Aufträge und beendete die Möglichkeit ehrgeizigere Projekte zu verwirklichen. Von 1963 bis 1967 war Ain als Dekan für Architektur an der Pennsylvania State University tätig.

## Architektur

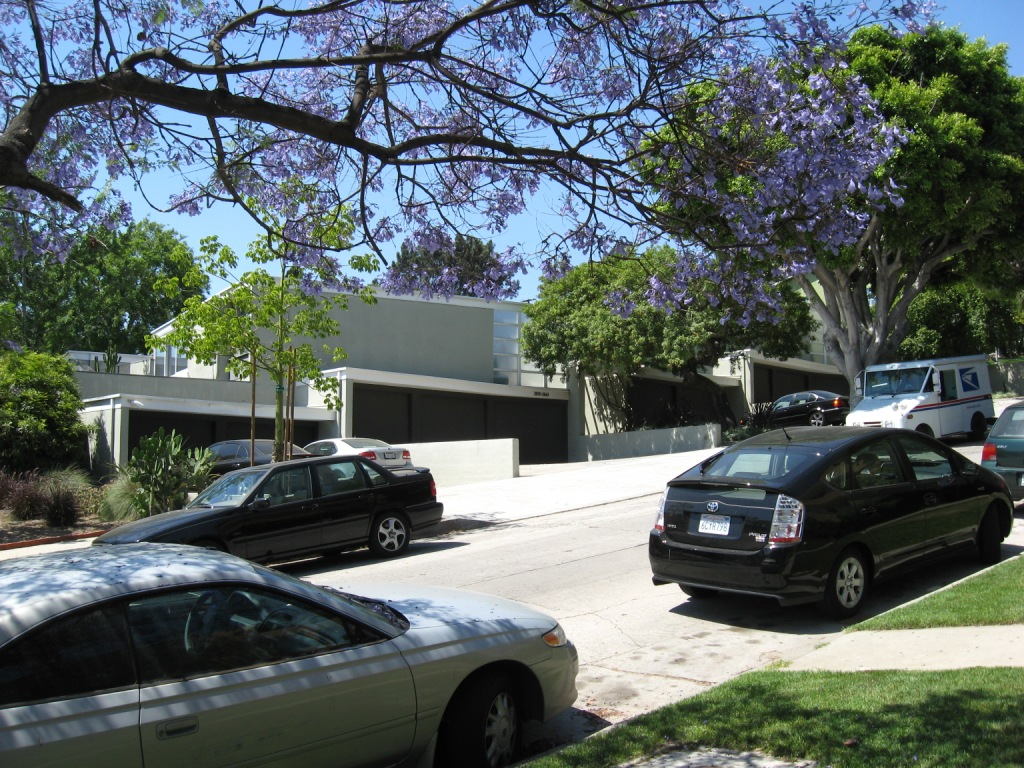
Avanel Kooperative in Silver Lake.

Ain verstand sich nicht nur als Architekt, sondern such als Sozialaktivist. Gregory Ain glaubte, dass moderne Architektur dem Menschen helfen könne. Er baute während seiner Karriere stets Häuser, die zu moderaten Preisen erschwinglich sein sollten. Er war ein Pionier des sozialen Wohnungsbaus und wollte das soziale mit gutem Design verbinden.
Seine Partnerschaft mit Johnson, Day und Eckbo zielte auf Wohnkomplexe mit einer Verbindung vom Innen- und Außenleben, die das Gemeinschaftsleben fördern sollten. Wichtigstes Beispiel hierfür sind die von ihm 1948 errichteten Mar Vista Tracts. Sie wurden durch die Stadt Los Angeles zum ersten Modern Historic District erklärt. Sein Projekt der Los Angeles Community Homes konnte wegen verweigerter Darlehen nicht verwirklicht werden. Grund war, dass es die Aufhebung der Rassentrennung vorsah.
Das mit Garrett Eckbo 1946 bis 1948 entwickelt Projekt Park Planned Homes in Altadena war eines der ersten modernistischen Wohnungsbauvorhaben in den Vereinigten 
Staaten. Die achtundzwanzig Wohneinheiten mit jeweils eigenem Garten sollten die Bewohner mit der Natur und ihren Nachbarn verbinden. Park Planned Homes wurde 2024 bei den Großbränden in Südkalifornien durch das Eaton-Feuer zerstört.